# Nanos vadoni
Nanos vadoni är en skalbaggsart som beskrevs av Lebis 1953. Nanos vadoni ingår i släktet Nanos och familjen bladhorningar. Inga underarter finns listade i Catalogue of Life.